# Mary Cavendish, Duchess of Devonshire

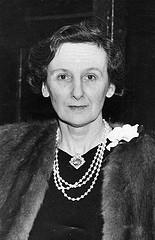
Mary Cavendish, Duchess of Devonshire

Mary Alice Cavendish, Duchess of Devonshire GCVO CBE (geborene Gascoyne-Cecil; * 29. Juli 1895 in Hatfield, Hertfordshire; † 24. Dezember 1988 in City of Westminster, London) war eine britische Adlige und Oberhofmeisterin (Mistress of the Robes) bei Königin Elisabeth II. von 1953 bis 1967.

## Leben
Sie war die jüngste Tochter von vier Kindern des Politikers James Gascoyne-Cecil, 4. Marquess of Salisbury (1861–1947) und seiner Ehefrau Lady Cicely Alice Gore (1867–1955), eine Tochter von Arthur Saunders Gore, 5. Earl of Arran und Lady Edith Elizabeth Henrietta Jocelyn.
Am 21. April 1917 heiratete sie in London Edward William Spencer Cavendish, Marquess of Hartington (1895–1950), den ältesten Sohn von Victor Cavendish, 9. Duke of Devonshire, und Lady Evelyn Emily Mary FitzMaurice. Aus der Ehe gingen fünf Kinder hervor:
- William John Robert Cavendish, Marquess of Hartington (1917–1944) ⚭ 1944 Kathleen Agnes Kennedy (1920–1948);
- Andrew Robert Buxton Cavendish, 11. Duke of Devonshire (1920–2004) ⚭ 1941 Hon. Deborah Vivien Freeman-Mitford (1920–2014);
- Mary Cavendish (*/† 1922);
- Lady Elizabeth Georgiana Alice Cavendish (1926–2018), Hofdame der Prinzessin Margaret, Countess of Snowdon (Mistress of the Robes; 1954–2002);
- Lady Anne Evelyn Beatrice Cavendish (1927–2010) ⚭ 1949 Michael Lambert Tree (* 1921).

Ihr Ehemann, der 1938 von seinem Vater den Titel des 10. Duke of Devonshire geerbt hatte, starb am 26. November 1950 an den Folgen eines Herzinfarkts in Anwesenheit seines Arztes John Bodkin Adams. Die Duchess war von 1955 bis 1972 Kanzlerin der University of Exeter.

## Name in verschiedenen Lebensphasen
- 1895–1917 Lady Mary Alice Gascoyne-Cecil
- 1917–1938 Mary Cavendish, Marchioness of Hartington
- 1938–1950 Mary Cavendish, Duchess of Devonshire
- 1950–1988 Mary Cavendish, Dowager Duchess of Devonshire

## Auszeichnungen
- 1946: Commander des Order of the British Empire (CBE)
- 1953–1967: Hofdame (Mistress of the Robes) der Königin Elisabeth II.
- 1954: Hon. Doctor of Laws (LL.D.) an der University of Leeds
- 1955: Dame Grand Cross des Royal Victorian Order (GCVO)
- 1956: Hon. Doctor of Laws (LL.D.) an der University of Exeter
- 1958: Großkreuz des Verdienstordens der Bundesrepublik Deutschland
- 1966: Großes Goldenes Ehrenzeichens am Bande für Verdienste um die Republik Österreich[2]